# Ephesia hetaera
Ephesia hetaera là một loài bướm đêm trong họ Noctuidae.